# فيليب لافونتين
فيليب لافونتين مغني بلجيكي شهير ولد في 24 مايو 1955 في مدينة غوشليه البلجيكية بدأ مسيرته الموسيقية سنة 1978 بإطلاقه لالبوم "Où" ولكن شهرته العالمية بدأت سنة 1989 وذلك عبر ألبوم "FA MA NO NI MA" والذي ضم أغنيتين من أشهر الأغاني الفرنكفونية في العالم وهما "Cœur de loup" و"Alexis m'attend".

## روابط خارجية
- فيليب لافونتين على موقع IMDb (الإنجليزية)
- فيليب لافونتين على موقع ميوزك برينز (الإنجليزية)
- فيليب لافونتين على موقع أول ميوزيك (الإنجليزية)
- فيليب لافونتين على موقع ديسكوغز (الإنجليزية)